# Curvaton
En cosmologie, le curvaton est un champ scalaire hypothétique, qui se présente comme une alternative au modèle slow-roll de l'inflation cosmique, pour expliquer la génération de perturbations cosmologiques dans l'univers primordial.
Alors qu'il est prédit par ce dernier modèle que les différences de densité observées sont liées à un champ inflaton, supposant la courbure initiale relativement faible, l'alternative proposée par le modèle des curvatons est de supposer une perturbation initiale de l'isocourbure, liée aux fluctuations quantiques d'un champ scalaire appelé « curvaton ». La densité d'énergie de ce champ doit être négligeable durant l'inflation. Au cours de celle-ci, le curvaton rayonne, et perd de l'énergie : une fois les champs dissipés, une courbure à grande échelle est déterminée dans l'Univers.

## Sources
- (en) N. Bartolo, S. Matarrese, A. Riotto, A. Vaihkonen : « The Maximal Amount of Gravitational Waves in the Curvaton Scenario », 2007.